# Jack i la mongetera
Jack i la mongetera (ジャックと豆の木, Jakku to Mame no Ki) és una pel·lícula de 1974 japonesa d'animació produïda per Group TAC (film debut) i Nippon Herald Films, dirigida per Gisaburō Sugii. Es tracta d'un musical fantàstic basat en el conte de fades Les mongetes màgiques amb un estil d'animació que imita l'occidental. El guió és de Shūji Hirami, la direcció musical de Yū Aku i la composició musical de Takashi Miki, Shun'ichi Tokura i Tadao Inōe.
Es va estrenar al Japó el 20 de juliol de 1974, mentre que es va estrenar a Catalunya amb doblatge en català a TV3 el 28 de desembre de 1991.

## Trama
Jack ha d'anar al poble a vendre l'última propietat de la seva mare: una vaca que ja no fa llet. Mentre se n'hi va, troba un músic molt espavilat que l'enganya i el convenç que li canviï la vaca per cinc mongetes. Quan en Jack arriba a casa amb les mongetes, la seva mare, empipada, les tira a terra.

## Producció
És el primer llargmetratge dirigit per Sugii i animat per Group TAC i el segon film amb aquest equip, després de la pel·lícula educativa de mitja hora acabada de produir Tasukeai no Rekishi: Seimei Hoken Monogatari.

## Edicions domèstiques
A juliol de 2011, Atlas International va treure a la venda el film en DVD-Vídeo, amb l'àudio en anglès i japonès, i només incloïa subtítols basats en el doblatge, de Hen's Tooth Video.

## Banda sonora
Myūjikaru fantaji "Jakku to mame no ki" (ミュージカル・ファンタジィ"ジャックと豆の木") va sortir a la venda al Japó el juliol de 1974.

### Llista de pistes
1. タイトル・口上（左 とん平）
2. 朝の歌（ジャックと豆の木・オリジナルキャスト）
3. 生きて行くきまり（ア・ティムス）
4. 豆売りの曲
5. 奇跡の歌（山本リンダ）
6. 完全にしあわせ（山本リンダ）
7. 私は何でも知っている（一谷伸江）
8. 食べては駄目よ（一谷伸江）
9. チューのスキャット（ア・ティムス＋ジャックと豆の木・オリジナャルススス
10. お前はみにくい（悠木千帆(＝樹木希林) ）
11. おあいにくさま（市村正親）
12. これが成功の道（上村一夫）
13. これが男の道（上村一夫）
14. 長い間の夢（悠木千帆）
15. 愛してますか（日下武史）
16. もとへ戻りなさい（ア・ティムス）
17. 巨人さんこちら（市村正親）
18. さよならジャック（山本リンダ＋ジャックと豆の木・オリジナルキャＹス
19. 追い出しの歌（左 とん平）

## Rebuda
El 2010, Michael R. Pitts va dir que les cançons "no són gens memorables". Per contra, els guionistes d'Animated Movie Guide, de Jerry Beck, la van aclamar dient que era "Una emulació japonesa d'èxit de les característiques de dibuixos animats teatrals de contes de fades americans amb moltes cançons delicioses", i li van donar quatre estrelles.